# Египетский поход греческого флота (1827)
Поход в Египет (греч.  Εκστρατεία στην Αίγυπτο ) — неудавшаяся попытка эскадры греческого повстанческого флота уничтожить флот османского Египта, на его базе в Александрии, в 1827 году. Эпизод Освободительной войны Греции (1821—1829), связанный с именем британского авантюриста, адмирала Томаса Кокрейна, бывшего на тот момент командующим греческим флотом. Учитывая рейд на Александрию, совершённый небольшой греческой эскадрой в 1825 году, именуется также Второй морской поход в Египет (греч.  Δεύτερη Ναυτική Εκστρατεία στην Αίγυπτο)

## Томас Кокрейн

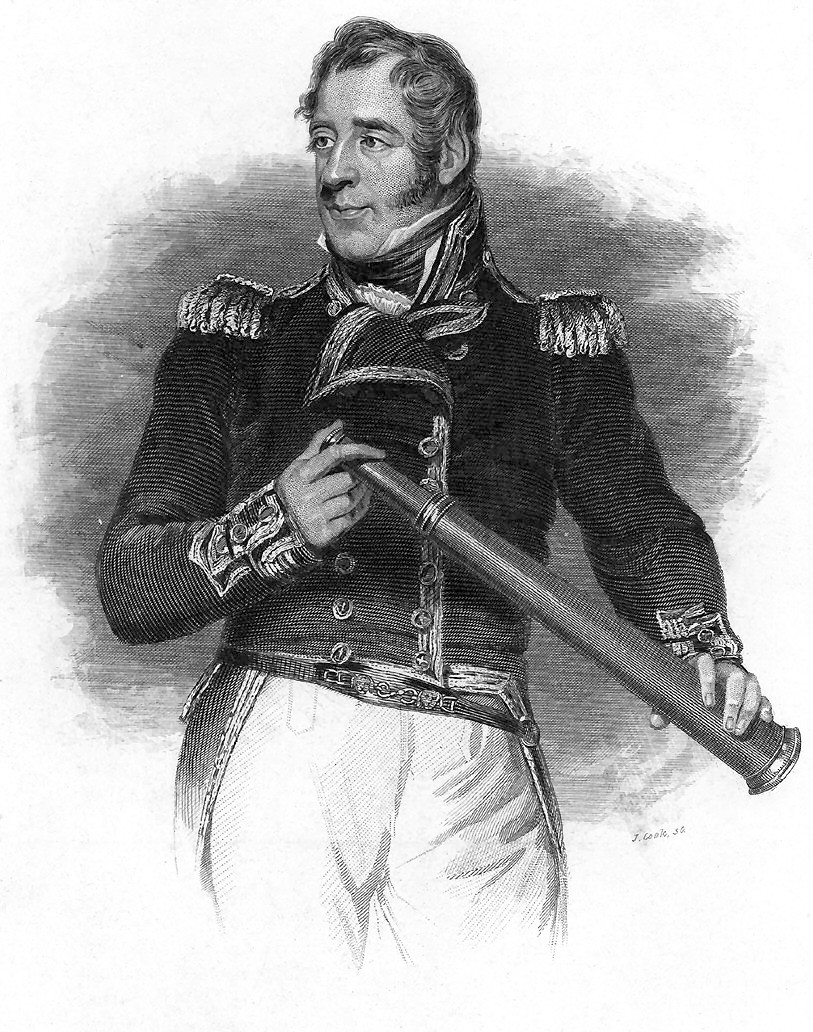
Томас Кокрейн

С начала Освободительной войны греческий политик А. Маврокордатос и судовладельцы Идры и Спеце предприняли шаги для ориентации возрождаемого государства на Британию. В августе 1825 года англофилы Орландос и Луриотис, посланные в Англию для получения займа, вышли на английского авантюриста адмирала Томаса Кокрейна. Чтобы «спасти Грецию», Кохрейн потребовал командование флотом и 57 тысяч фунтов, из них 37 тысяч авансом. Лишь через два года после получения требуемого, он добрался до Греции:Γ-330:Δ-397.
27 марта 1827 года Маврокордатос вручил ему диплом командующего флотом, согласно которому Кокрейн не был обязан информировать о своих планах, кроме как после их исполнения. Сразу затем, 2 апреля, англичанин Чёрч, Ричард был назначен командующим сухопутных сил:Δ-398.
Кокрейн отказался присягать на Евангелии и вместо этого дал присягу: «Клянусь служить Греции и пролить за неё кровь, если она сама будет верна себе».
Французский адмирал Гравьер, Жюрьен де ла писал: 
У Греции были Миаулис, Сахтурис, Канарис, были моряки каких дали немногие века, были патриоты, которым позавидовали бы и древние республики, и в эти славные и яркие дни и при таких ожиданиях от них (у нас есть право усмехнуться) Греция переложила свои надежды на прибытие Кохрана. <…> С момента когда появился Кохран, Греция потеряла свой национальный флот.
Получив команду над греческим флотом в марте 1827 года, Кокрейн связал своё имя с заговором и убийством греческого военачальника Г. Караискакиса:Г-330 и самым большим поражением повстанцев за все годы Освободительной войны (Битва при Фалероне). И Д. Фотиадис и Т. Герозисис считают, что Караискакис был убит британскими агентами, поскольку согласно доктрине неприкосновенности Османской империи, в качестве волнолома против России, возрождаемое греческое государство должно было быть ограниченно одним лишь Пелопоннесом:42.

## Причины и цели египетского похода
Кроме объективных причин и целей, египетский поход флота греческие историки рассматривают как попытку Кокрейна реабилитироваться, тем более что поход не препятствовал британской политике ограничения воссоздаваемого греческого государства одним лишь Пелопоннесом. Поводом для похода послужило неподписанное письмо на итальянском, присланное из Египта канцелярии острова Идра. Аноним информировал, что объединённый египетский и османский флоты предпримут в мае попытку взять с боем Идру. Одновременно аноним в своём письме вселял оптимизм, информируя что у египетского флота большие проблемы, в основном с качеством личного состава.
Кокрейн увидел в этом тот случай, который реабилитирует его поколебавшийся авторитет. В отличие от рейда на Александрию в 1825 году, предпринятого небольшой эскадрой (2 корабля и 3 брандера) Кокрейн принял решение задействовать в походе основные силы флота повстанцев. При этом к маю 1827 года повстанцы контролировали лишь малую часть территории Пелопоннеса и острова Идра, Спеце и Самос, в то время как основные силы египетского и османского флотов базировались в Наварине. Уход основных сил греческого флота из греческих вод, в случае получения своевременной информации османами, мог создать действительную угрозу для Идры и Спеце.
Однако даже историки характеризующие Кокрейна если не агентом британских спецслужб, то как минимум проводником британской политики в восставшей Греции (Д. Фотиадис, Т. Герозисис и др), не видят в решении Кокрейна задней мысли, кроме как попытки реабилитировать себя в глазах греков и филэллинов Британии и западной Европы. Тем более, что операция в относительно далёком Египте, где ещё доминировала Франция, с которой Британия продолжала находиться в состоянии политического и экономического антагонизма в Средиземноморье, не создавала проблем британской политике в ограничении территории возраждающейся Греции. Фотиадис пишет, что эта операция была благотворной для интересов Англии, поскольку Мухаммед Али продолжал франкофильскую политику:Γ-387.

## Поход в Египет

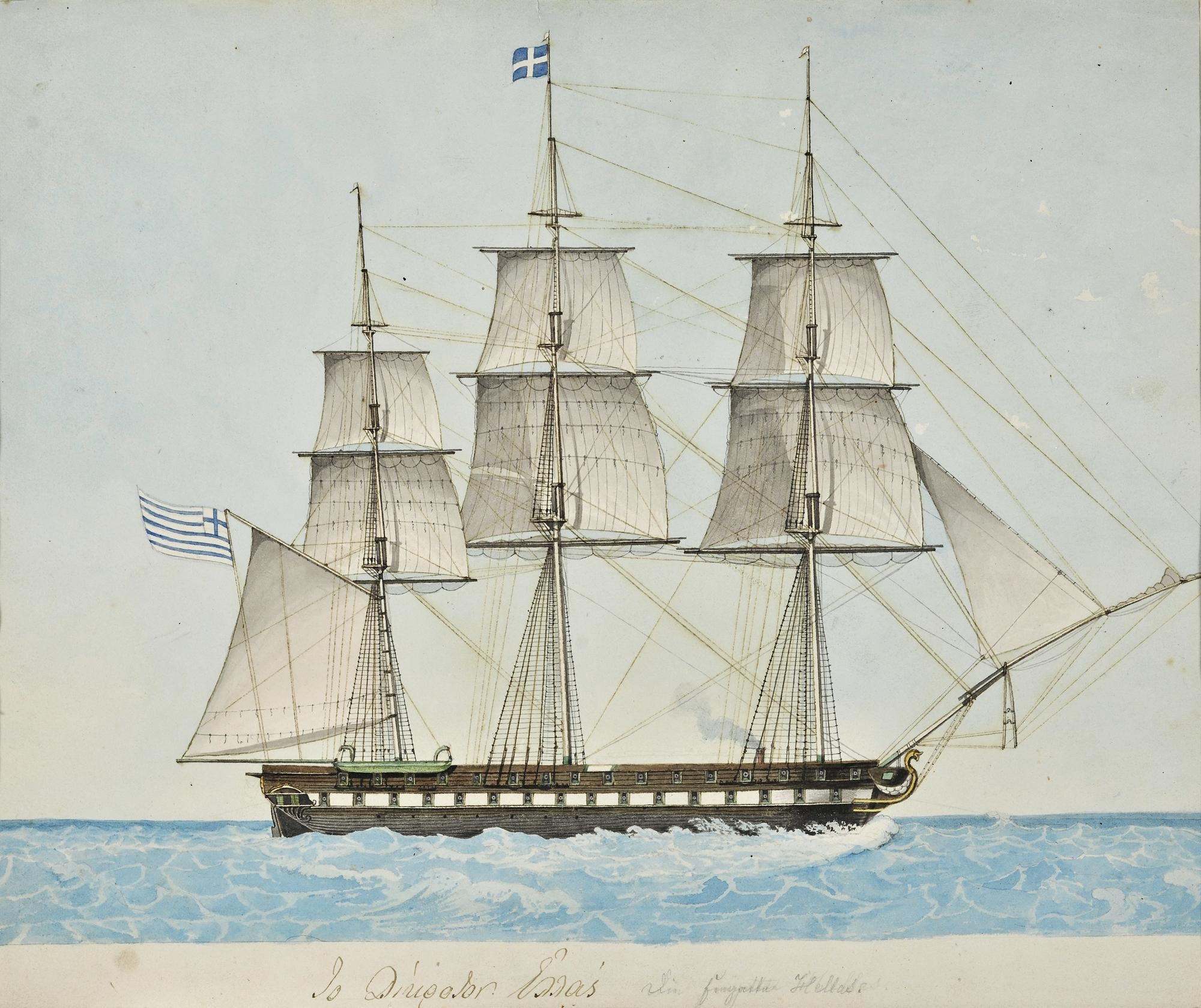
Флагманский фрегат «Эллада» в 1827 году.

25 мая 1827 года корабли греческих эскадр (флагманский фрегат «Эллада», пароход «Картериа», бриг «Сотир» (Спаситель) 10 кораблей острова Спеце, 10 кораблей острова Идра и 8 брандеров, включая брандер Константина Канариса с острова Псара) собрались у острова Китира:Γ-387.
Объединённая эскадра выступила 30 мая:Γ-387. На своём пути к Александрии эскадра не встретила османских кораблей.
В 80 милях от Александрии Кокрейн созвал военный совет. Было принято решение, что лишь брандеры ворвутся в порт Александрии для атаки египетских кораблей, в то время как корабли эскадры будут ожидать экипажи брандеров вне акватории порта.
Греческая эскадра подошла к Александрии 4 июня:Γ-388. Для того чтобы ввести египтян в заблуждение, эскадра выстроилась как конвой торговых судов, в то время как фрегат «Эллада», в качестве корабля сопровождения, поднял флаг Сардинского королевства.
Но капитан патрулировавшего у порта египетского брига сразу определил, что это греческие корабли. Однако в своей спешке войти в порт и поднять тревогу, египетский капитан посадил свой бриг на мель при входе в порт. Но и действия Кокрейна были как минимум ошибочными или необъяснимыми. Вместо того чтобы дать команду брандерам войти в порт и атаковать египетские корабли стоявшие борт к борту, он дал команду двум брандерам атаковать севший на мель бриг. Бриг был сожжен, но на берегу подняли тревогу и Мухаммед Али лично возглавил египетскую оборону. Фактор внезапности был утерян:Γ-388.
Тем временем ветер сменил направление и брандеры не могли войти в порт. С наступлением ночи, но при полном штиле, атака была отложена. Утром Кокрейн принял решение уходить в направлении Родоса. При этом брандер Димитриса Пориотиса сел на мель, подвергся атаке 30 египетских фелюг, но был взят на буксир брандерами Канариса и Кирьяку. Фотиадис пишет, что вслед за греческой эскадрой вышли корабли египетского флота, которые следовали за греческой эскадрой до Родоса. Подобная необычная картина для греческого флота не наблюдалась даже в начале Освободительной войны. Кокрейн «бесславно вернулся на Идру»:Γ-388.

## Впоследствии
Авторитет Кокрейна, как пишет адмирал Александрис, был подорван окончательно. Вместо военных задач, греческое правительство поручило ему собрать налоги с жителей на Архипелага, в чём он отличился совершив вояж на острова на флагманском «Эллада». После чего ему немного повезло: обнаружив на юге Пелопоннеса маленькую египетскую эскадру, 20 июля экипажи флагмана «Эллада» и Спасителя, под командованием «действительно мужественного» англичанина Томаса, сумели захватить два египетских корвета. Кокрейн придал этому событию характер триумфа, отбуксировав эти корабли на остров Порос 2 августа. Фотиадис пишет, что это был единственный успех адмирала, «который стоил несчастной и бедной нации сотни тысяч фунтов»:Γ-388.
В декабре 1827 года Κокрейн этот «осеребрённый дезертир», по выражению Драгумиса, тайком покинул Грецию на паруснике Unicorn и вернулся через 8 месяцев на парусно-паровом «Гермесе»:Γ-389.
Когда Кокрейн вернулся в Грецию, Иоанн Каподистрия, возглавивший Грецию к этому времени, отказался принять его и передал Кокрейну, чтобы он снял со своего мундира все греческие знаки различия и покинул страну, как можно быстрее.

В отличие от англичанина капитана Фрэнка Гастингса, почитаемого в Греции по сегодняшний день, отношение греческих историков к Кокрейну варьирует от негативного до враждебного. Примечательна оценка современного английского историка William St Clair (род. 1937), который счёл нужным упомянуть этого, в общем то наёмного, авантюриста в свою книгу о филэллинах, и мягко обходит этот скандальный случай: 

«Лорд Кокрэйн оставался в греческих водах до конца 1828 года, но впечатляющий успех, которого он жаждал, не пришёл, и в длинной истории успехов его жизни, Греция выглядит смущающей интерлюдией»

 (Lord Cochrane remained in Greek waters until the end of 1828, but the spectacular cuccess for which he craved never came, and in the long success story of his life, Greece features as an embarrassing interlude.